# Лос Ранчос де Албукерки Вила (Њу Мексико)
Лос Ранчос де Албукерки Вила (енгл. Los Ranchos de Albuquerque villa) град је у америчкој савезној држави Њу Мексико.

## Демографија
По попису из 2010. године број становника је 6.024, што је 932 (18,3%) становника више него 2000. године.
| Група             | 2000.         | 2010.         |
| Белци             | 2.983 (58,6%) | 3.206 (53,2%) |
| Афроамериканци    | 25 (0,5%)     | 41 (0,7%)     |
| Азијати           | 36 (0,7%)     | 57 (0,9%)     |
| Хиспаноамериканци | 1.905 (37,4%) | 2.525 (41,9%) |
| Укупно            | 5.092         | 6.024         |